# Lempdes (Puy-de-Dôme)
Lempdes – miejscowość i gmina we Francji, w regionie Owernia-Rodan-Alpy, w departamencie Puy-de-Dôme.
Według danych na rok 1990 gminę zamieszkiwało 8591 osób, a gęstość zaludnienia wynosiła 698 osób/km² (wśród 1310 gmin Owernii Lempdes plasuje się na 18. miejscu pod względem liczby ludności, natomiast pod względem powierzchni na miejscu 728.).